# Dyjan
Dyjan Carlos de Azevedo, meglio noto come Dyjan (Dois Córregos, 23 giugno 1991), è un calciatore brasiliano, centrocampista del Slovácko.

## Palmarès

### Club

#### Competizioni nazionali
- Coppa di Slovacchia: 1

Spartak Trnava: 2022-2023